# Фігури на поверхні мінералів

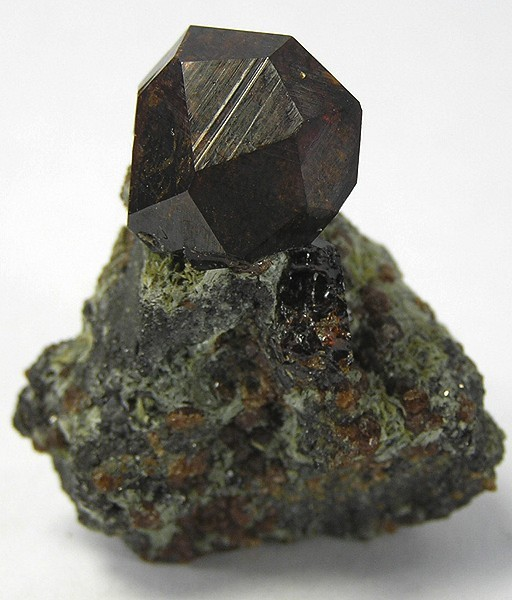
Фігури ковзання на грані кристалу андрадиту.

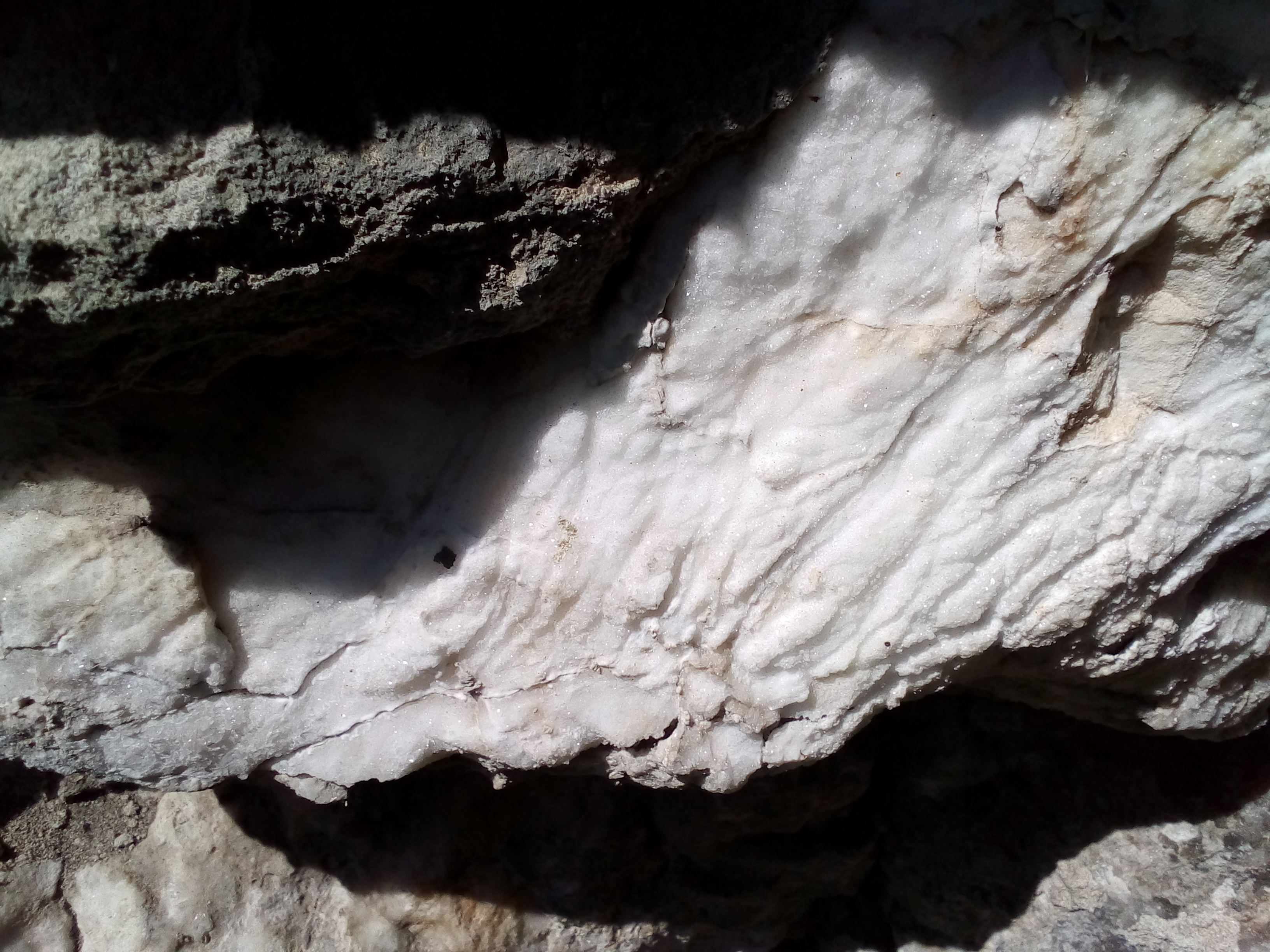
Фігури розчинення. Гіпсові породи. Прикарпаття.

Фігури на поверхні мінералів — фігури, які виникають при термічній, механічній (ударній), хімічній та ін. дії на поверхню мінерала, а також при його утворенні (зростанні) в залежності від динаміки надходження до зростаючих граней кристалу нової речовини.
Розрізняють:
- Фігури плавлення ‎
- Фігури ковзання
- Фігури розчинення
- Фігури удару
- Фігури росту ‎ ‎
  - Горбики росту
  - Піраміди росту

## Інтернет-ресурси
- Pattern in Minerals & Formations